# Pumpspeicherkraftwerk Velebit
Das Pumpspeicherkraftwerk Velebit kroatisch Reverzibilna hidroelektrana Velebit, mit natürlichem Zufluss,  liegt am Fluss Zrmanja, 10 km flussaufwärts der kroatischen Stadt Obrovac in der Gespanschaft Zadar und gehört dem Unternehmen HEP Proizvodnja, einem Tochterunternehmen von Hrvatska elektroprivreda. Es ist das einzige große Pumpspeicherkraftwerk in Kroatien, daneben existieren zwei weitere, deren Leistung deutlich geringer ist.
Das 1984 in Betrieb genommene Kraftwerk verfügt über zwei Maschinensätze, bestehend aus jeweils einer Pumpturbine und einem synchronen Drehstrom-Motorgenerator. Diese haben jeweils eine Leistung von 138 MW im Turbinenbetrieb und 120 MW im Pumpbetrieb, zusammengenommen 276 MW bzw. 240 MW. Die Pumpturbinen sind für einen Durchfluss von jeweils 30 m³/s bei einer Fallhöhe von 517 m im Turbinenbetrieb bzw. 20 m³/s und 559 m im Pumpbetrieb ausgelegt.
Als Unterbecken dient das Reservoir Razovac, das das Wasser der Zrmanja nutzt. Als Oberbecken das Reservoir Štikada, das auch weitere Zuflüsse (Opsenica, Ričica, Krivak und Otuča) nutzt. Das Oberbecken hat ein Volumen von 13,65 Mio. m³.
Da das Kraftwerk auch natürliche Zuflüsse nutzt, ist die jährliche Stromerzeugung im Generatorbetrieb deutlich höher als der Stromverbrauch im Pumpbetrieb.
|                                 | 2009  | 2010  | 2011  | 2012  | 2013  |
| ------------------------------- | ----- | ----- | ----- | ----- | ----- |
| Stromerzeugung Generatorbetrieb | 467,5 | 628,0 | 242,6 | 470,0 | 635,2 |
| Stromverbrauch Motorbetrieb     | 116,6 | 139,2 | 183,6 | 228,7 | 143,0 |